# 成富紀之
成冨 紀之（なりとみ のりゆき、1983年10月7日 - ）は、日本の映像作家。

## 来歴・人物
東京都出身。映像作家として数々の作品の制作に携わる。
高校卒業後、アルバイトをしながらやりたい事を模索していた。夜中に行定勲監督の「贅沢な骨」を見て映像の道を志す。
19歳の時に日活芸術学院に入学。演出家への道も考えたが、手に職をつけるために美術と録音技術について学ぶ。
卒業後、出版社で写植とドラマの装飾のアルバイトをする。
22歳になりイラストの勉強をするため武蔵野美術学園に入学。
卒業後に撮影のアルバイトの傍らドキュメンタリーやドラマの自主制作活動をする。
27歳の時に、会社員にできないことをやろうと思い初めての海外へ旅としてインドへ渡航し様々な影響を受ける。
その後、プロの映像作家として現在に至る。

## 主な映像作品

### 映像作品
- PADRE PROJECT（竹内剛監督作品）（2023年）-　撮影スタッフとして参加。
- 「10日後に両思いになるオタクとアイドル」

(出演:篠突 宇宙　Yuta　林 竜太郎
声の出演:市村 みさ希　かたやま ゆき
撮影・装飾:松岡 拓　音楽:りょう　Yuta/脚本:成富 紀之　りょう　Yuta/監督:成富 紀之)（2020年）
- 「からあげクンの夢」（2018年）
- 「こども食堂にて」(佐野翔音監督作品)（2018年） - 撮影スタッフとして参加。
- 「止まらない男」

(監督:成富紀之
脚本:大西貴志
出演:ぽんず　内田晴子　岡田紳吾)（2015年）
- 「僕がインドに行く理由」（2014年）

### MV
- 不飽和サイダー

(監督：成富紀之
助監督：小澤睦美
出演:青年A：泉龍馬
青年B：山口竜平
愉快なmember:愛妹みい/強ぜろ/松山ごま/小ばぁびゐ(振り付けも担当)/猫好杏)

### 100人のドキュメンタリー
本人によるYoutubeチャンネルにて公開されている。なかでも第25回「山奥ニート」前後編は、日本テレビ系列の教育バラエティ番組「世界一受けたい授業」（2020年7月11日放送分）にて自身の映像作品と共に取り上げられた。
- №1　家縛りの芸術家
- №2　路上スナップフォトグラファー Lee Hashimoto
- №3　おまめサンシローのドキュメンタリー
- №4　写真家と家庭内暴力
- №5　スカキャンの日常
- №6　10年間365日動画投稿し続ける男達（MEGWINTV）
- №7　90時間バスに乗った旅人(水野君)
- №8　バンドとバグパイプと社会人(KILLBORED LIFE 菅沼ヒロカズ)
- №9　ホラー映画監督　佐々木勝己
- №10　シンガーソングライター中田真由美
- №11　シャミセニスト寂空JACK
- №12　アキッチン　料理動画配信とUstream(渡部アキ)
- №13　ライブペインティング　ケイソウル ヤン
- №14　幸せ家族とバツイチお笑いコンビ　ちょむ&マッキー　マッキー編
- №15　幸せ家族とバツイチお笑いコンビ　ちょむ&マッキー　ちょむ編
- №16　にたないけんのドキュメンタリー
- №17　母へ贈るパラパラ漫画
- №18　旦那はミュージシャン、嫁はラジオディレクター　旦那編(ムラタトモヒロ)
- №19　旦那はミュージシャン、嫁はラジオディレクター　嫁編(ムラタマリエ)
- №20　ファミコン芸人フジタのドキュメンタリー
- №21　特撮映像監督　宮本拓
- №22　歯医者という生き方
- №23　漫画家　大塚志郎
- №24　やすしーずのドキュメンタリー
- №25　限界集落で暮らすニート達
- №26　現代社会のお坊さん
- №27　334本ミュージックビデオを制作した映像作家　加藤マニ
- №28　90億円借金した男（仁井谷正充）
- №29　日本人宿を経営するベトナム人　お金を燃やす文化
- №30　月給1万6千円の女の子　シェムリアップ
- №31　落語家　立川志の彦東京駅構内で落語をやる
- №32　アフリカ系日本人漫画家（星野ルネ）
- №33　この世で1番ロボコップを愛する男　ジャックハンター吉田
- №34　ファイナルファンタジーのモーションアクター川渕かおり
- №35　とても幸福な障がい者
- №36　美人銭湯絵師　湯島ちょこ
- №37　ワンルームにグランドピアノがある作曲家　田中マコト
- №38　マッチコレクターの会社員から脱サラして喫茶店のオーナーに　ドキュメンタリー　村田商會
- №39　昆虫を1300匹飼っている芸人　スタンダップコーギー三森
- №40　山奥ニート～2020年冬編
- №41　脱サラして50万円で土地を買って小屋暮らしを始めた男　吉田かつや
- №42　ひきこもり猟師　ドキュメンタリー
- №43　現代のよろず屋シェアハウスオーナー松岡賢二
- №44　プールを持たない水泳コーチ
- №45　俳優、黒田勇樹の今(黒田勇樹)
- №46　メイクアップアーティスト
- №47　生前整理とリサイクル　ドキュメンタリー
- №48　ドキュメンタリー　鼠先輩という生き方(鼠先輩)
- №49　ドキュメンタリー　ブンジン(BUNZIN)